# العلاقات الإيطالية الموزمبيقية
العلاقات الإيطالية الموزمبيقية هي العلاقات الثنائية التي تجمع بين إيطاليا وموزمبيق.

## مقارنة بين البلدين
هذه مقارنة عامة ومرجعية للدولتين:
| وجه المقارنة                                              | إيطاليا                                                  | موزمبيق          |
| --------------------------------------------------------- | -------------------------------------------------------- | ---------------- |
| المساحة (كم2)                                             | 301.34 ألف                                               | 801.59 ألف       |
| عدد السكان (نسمة)                                         | 60.60 مليون                                              | 29.67 مليون      |
| الكثافة السكانية (ن./كم²)                                 | 201.1                                                    | 37.01            |
| العاصمة                                                   | روما، فلورنسا، تورينو                                    | مابوتو           |
| اللغة الرسمية                                             | اللغة الإيطالية                                          | اللغة البرتغالية |
| العملة                                                    | يورو، ليرة إيطالية                                       | متكال موزمبيقي   |
| الناتج المحلي الإجمالي (بليون دولار)                      | 1.93 تريليون                                             | 12.33 مليار      |
| الناتج المحلي الإجمالي (تعادل القوة الشرائية) بليون دولار | 2.26 تريليون                                             | 33.35 مليار      |
| الناتج المحلي الإجمالي الاسمي للفرد دولار أمريكي          | 29.96 ألف                                                | 529              |
| الناتج المحلي الإجمالي للفرد دولار أمريكي                 | 35.46 ألف                                                | 1.13 ألف         |
| مؤشر التنمية البشرية                                      | 0.873                                                    | 0.416            |
| رمز المكالمات الدولي                                      | +39                                                      | +258             |
| رمز الإنترنت                                              | .it                                                      | .mz              |
| المنطقة الزمنية                                           | توقيت وسط أوروبا، ت ع م+01:00، ت ع م+02:00، أوروبا/روما ‏ | ت ع م+02:00      |

## مدن متوأمة
في ما يلي قائمة باتفاقيات التوأمة بين مدن إيطالية وموزمبيقية:
- ترتبط ريدجو إميليا مع بيمبا باتفاقية توأمة منذ 2 يونيو 1972.
- ترتبط بادوفا مع بيرا باتفاقية توأمة منذ 1967.

## منظمات دولية مشتركة
يشترك البلدان في عضوية مجموعة من المنظمات الدولية، منها:
| علم المنظمة | اسم المنظمة                               | تاريخ انضمام إيطاليا | تاريخ انضمام موزمبيق |
| ----------- | ----------------------------------------- | -------------------- | -------------------- |
|             | الاتحاد البريدي العالمي                   | ?                    | ?                    |
|             | مؤسسة التنمية الدولية                     | 24 سبتمبر 1960       | 24 سبتمبر 1984       |
|             | منظمة حظر الأسلحة الكيميائية              | ?                    | ?                    |
|             | منظمة التجارة العالمية                    | 1995                 | ?                    |
|             | الأمم المتحدة                             | 14 ديسمبر 1955       | 16 سبتمبر 1975       |
|             | وكالة ضمان الاستثمار متعدد الأطراف        | 29 أبريل 1988        | 23 نوفمبر 1994       |
|             | منظمة الشرطة الجنائية الدولية             | ?                    | ?                    |
|             | مؤسسة التمويل الدولية                     | 27 ديسمبر 1956       | 24 سبتمبر 1984       |
|             | المنظمة الهيدروغرافية الدولية             | ?                    | ?                    |
|             | الاتحاد الدولي للاتصالات                  | 1866                 | 4 نوفمبر 1975        |
|             | البنك الدولي للإنشاء والتعمير             | 27 مارس 1947         | 24 سبتمبر 1984       |
|             | البنك الإفريقي للتنمية                    | ?                    | ?                    |
|             | المركز الدولي لتسوية المنازعات الاستشارية | 28 أبريل 1971        | 7 يوليو 1995         |
|             | يونسكو                                    | ?                    | 11 أكتوبر 1976       |

## وصلات خارجية
- موقع وزارة الخارجية الإيطالية
- موقع وزارة الخارجية الموزمبيقية